# 雷格利采
雷格利采是波蘭的城鎮，位於該國東南部，由小波蘭省負責管轄，面積25.08平方公里，2007年人口2,811。第二次世界大戰期間，納粹德國佔領該鎮。

## 外部連結
- Jewish Community in Ryglice （页面存档备份，存于） on Virtual Shtetl

49°53′N 21°08′E / 49.883°N 21.133°E